# Eugénie Joubert
Eugénie Joubert (* 11. Februar 1876 in Yssingeaux, Frankreich; † 2. Juli 1904 Lüttich, Belgien) war eine französische römisch-katholische Ordensfrau in der Kongregation der Soeurs de la Sainte-Famille du Sacré-Coeur (Schwestern von der hl. Familie des hl. Herzen). In der katholischen Kirche wird sie seit dem 20. November 1994 als Selige verehrt.

## Leben
Eugénie Joubert wurde 1876 als viertes von acht Kindern des Winzers Pierre Joubert und dessen Ehefrau Marie-Antonia Celle im französischen Ort Yssingeaux geboren.
In ihrer Familie erhält Eugénie eine tiefe christliche Erziehung. Ab dem Alter von 5 Jahren besuchte lebte sie in einem Internat in Monistrol-sur-Loire, das von Ursulinen geleitet wurde und in dem bereits ihre ältere Schwester Marie erzogen wurde. Mit 11 Jahren empfing sie ihre Erstkommunion. Ein Jahr lang war sie Schülerin der Soeurs de Saint Joseph de Cluny in Yssingeaux, dann ging sie in das Kolleg von Sainte Marie in Le Puy-en-Velay. Ihre Mitschülerinnen bewunderten ihr Verhalten in der Kirche und im Unterricht sowie die Beständigkeit, mit der sie jeden Morgen früh aufstand, um die Messe zu besuchen.
In der Zwischenzeit wuchs in ihr der Wunsch, sich Gott zu weihen. Ihre ältere Schwester war bereits bei den Soeurs de la Sainte-Famille du Sacré-Coeur eingetreten, eine neue Schwesternkongregation, die von dem Jesuiten Louis-Etienne Rabussier und Mutter Marie-Ignace Melin am 8. Dezember 1889 in Le Puy-en-Velay gegründet worden war.
Während sie darauf wartete, besser zu verstehen, ob dieser Weg auch ihr eigener sein sollte, half Eugénie ihrer Mutter bei der Hausarbeit und besuchte die Kranken und Armen, mit denen sie ihr Essen teilte. Die verbleibende Zeit verbrachte sie mit Beten, vor allem im Heiligtum Unserer Lieben Frau von den Büßern (Chapelle des Pénitents d’Yssingeaux) in Yssingeaux. Ihre größte Freude war es, den Kindern des Dorfes Katechismusunterricht zu erteilen.
Um ihre Berufung besser zu erkennen, willigte sie ein, im Oktober 1893 einige Tage Exerzitien in La Darne zu verbringen, wo die Schwestern ein Landhaus besaßen und wo ihre Schwester lebte. Die Atmosphäre der Heiterkeit und des Frohsinns, die dort herrschte, überzeugte sie endgültig: Sie beschloss, in diese Kongregation einzutreten. Am 2. Juli 1895 hatte sie ein Gespräch mit Pater Rabussier, der ihre Entscheidung bekräftigte. Nachdem sie den letzten Widerstand ihres Vaters überwunden hatte, trat sie am 6. Oktober 1895 in Aubervilliers der Schwesterngemeinschaft offiziell als Postulantin endlich bei. Nach dem Postulat und dem Noviziat erhielt sie am 13. August 1896 vom Ordensgründer den Habit und legte am 8. Dezember 1897 in Saint-Dénis-sur-Seine ihre Profess ab.
Zwischen 1897 und 1901 wurde Eugénie als Katechetin nach Aubervilliers und Saint-Denis geschickt. Sie verausgabte sich unermüdlich für die Kinder und bereitete sie auf die Erstbeichte und die Erstkommunion vor. 1898 wurde sie nach Le Puy, dann La Darne gerufen. Drei Jahre später ging sie nach Lüttich, immer noch mit den Aufgaben der Katechetin und der Sakristanin.
Im März 1902 begann ihr Kampf gegen die Tuberkulose. Um ihre Genesung zu erreichen, gelobten die Oberinnen der Kongregation, sie auf einer Pilgerreise nach Rom und Loreto zu begleiten. Die Reise fand statt, sobald Schwester Eugénie Anzeichen der Besserung zeigte: Sie besuchten das Heiligtum des Heiligen Hauses in Loreto und kam dann nach Rom, wo Eugénie zur Chronistin des neu gegründeten Konventes ernannt wurde. Im Oktober kehrte sie noch einmal nach Loreto zurück, aber bis dahin hatte sie keine Chance, sich zu erholen.
Am 6. Mai 1904 verließ sie in Begleitung einer anderen Schwester für immer Rom und kehrte nach Lüttich zurück, wo ihre leibliche Schwester Marie Oberin des Konvents war.
Ab dem 18. Juni war Eugénie bettlägerig und stand nicht mehr auf. Am 26. Juni empfing sie die Krankensalbung und bat die anderen Schwestern, für sie zu beten. Ab dem 27. Juni empfing sie jeden Tag die Kommunion, am 1. Juli Wegzehrung. Schwester Marie zeigte ihr die Statuette des Jesuskindes, eine Kopie des Bildes, das in der römischen Kirche Santa Maria in Ara Coeli verehrt wird und das ihr sehr am Herzen lag.
Am 2. Juli, gegen zehn Uhr morgens, fragte sie nach der Uhrzeit: es war die gleiche Uhrzeit, zu der sie neun Jahre zuvor ihr Gespräch mit Pater Rebussier über ihren Eintritt bei den Soeurs de la Sainte-Famille du Sacré-Coeur geführt hatte. Als ihr das Jesuskind noch einmal gezeigt wurde, sprach Schwester Eugénie dreimal den Namen Jesu aus, dann hauchte sie lächelnd ihr Leben aus.
Schwester Eugénie Joubert wurde im Gemeindesaal inmitten von Rosen und Lilien aufgebahrt. Viele Menschen kamen, um dieser unscheinbaren Gemeindeschwester und Katechetin ihre Aufwartung zu machen. Sie wurde auf dem Friedhof der Pfarrei Saint-Gilles in Lüttich beigesetzt und ihr Grab wurde sofort zu einem Ort der Wallfahrt und des Gebets.
Im Jahr 1948 wurde ihr Grab nach Dinant (Belgien) überführt, wo sich das Mutterhaus ihrer Kongregation befand. Als die Schwestern später Dinant und damit Belgien verließen, verblieb Eugénie Jouberts Grab in der Kirche, die heute die Kapelle eines Altenheims ist.
Am 30. Juni 2024 wurden die Reliquien der seligen Eugénie Joubert unter dem Vorsitz von Monsignore Jean-Pierre Delville, Bischof der Diözese Lüttich, in die Kirche St. Gilles in Lüttich übertragen, wo ihr eine Kapelle gewidmet ist.

## Seligsprechung
Am 26. September 1919 wurde der Informativprozess in der Diözese Lüttich eröffnet und in den folgenden Jahren in den Diözesen Paris und Le Puy-en-Velay sowie Rom fortgeführt. Der Prozess der Selig- und Heiligsprechung begann dann unter Papst Pius XI. am 1. Juni 1938 mit der Verleihung des Titels "Dienerin Gottes".
Mit der Bestätigung ihres heroischen Tugendlebens verlieh Papst Johannes Paul II. ihr am 9. Juni 1983 den Titel der "Ehrwürdigen Dienerin Gottes". Nachdem am 2. April 1993 das Heilungswunder des Belgiers Émile Legaye anerkannt wurde, dass er im Jahr 1928 auf ihre Fürsprache von einer Atemwegserkrankung geheilt wurde, wurde sie am 20. November 1994 vom Papst seliggesprochen, der sie dabei als Vorbild für Katecheten vorstellte.
Seit 2022 kümmert sich der Verein Les Amis de la Bienheureuse Eugénie Joubert (Freunde der seligen Eugénie Joubert) darum, die selige Eugénie, ihr Leben und ihre Botschaft sowie die Orte, an denen sie gelebt und ihr Apostolat ausgeübt hat, bekannt zu machen und ihre Verehrung zu fördern.

## Gedenktag
Ihr Gedenktag in der Liturgie der Kirche ist ihr Todestag, der 2. Juli.